# For Today
I For Today sono stati un gruppo Christian metalcore statunitense formatosi nel 2005 a Sioux City, Iowa. Hanno pubblicato sei album in studio e due EP.

## Formazione

### Formazione attuale
- Mattie Montgomery – voce (2007-presente)
- Ryan Leitru – chitarra solista, tastiera, voce (2005-presente)
- Brandon Leitru – basso (2005-presente)
- David Puckett – batteria (2012-presente)
- Sam Penner – chitarra ritmica (2013-presente)

### Ex componenti
- Matt Tyler – voce (2006-2007)
- Jon Lauters – basso (2005)
- Brennan Schaeuble – basso (2005)
- Michael Reynolds – chitarra ritmica (2005-2013)
- David Morrison – batteria (2005-2012)

## Discografia

### Album in studio
- 2008 – Ekklesia
- 2009 – Portraits
- 2010 – Breaker
- 2012 – Immortal
- 2013 – Fight the Silence
- 2016 – Wake

### EP
- 2006 – Your Moment, Your Life, Your Time
- 2013 – Prevailer

## Video musicali
- 2008 – Agape (diretto da Cale Glendening)
- 2010 – Saul of Tarsus (The Messenger) (diretto da Drew Russ)
- 2010 – Devastator (diretto da Scott Hansen)
- 2011 – Seraphim (diretto da Drew Russ)
- 2012 – Fearless (diretto da Ramon Boutisveth)
- 2012 – Foundation (diretto da Ramon Boutisveth)
- 2013 – Flesh and Blood (diretto da Ramon Boutviseth)
- 2013 - Fight the Silence
- 2014 – Break the Cycle (feat. Matty Mullins)